# باربرا ماكويد
باربرا ماكويد (بالإنجليزية: Barbara L. McQuade)‏ هي محامية أمريكية، ولدت في 1964.